# Parafia Niepokalanego Serca Najświętszej Maryi Panny w Szczepanowicach
Parafia Niepokalanego Serca Najświętszej Maryi Panny w Szczepanowicach – parafia rzymskokatolicka, znajdująca się w diecezji tarnowskiej, w dekanacie Tarnów Zachód.